# 総天然色バラエティー 北野テレビ
『総天然色バラエティー 北野テレビ』（そうてんねんしょくバラエティー きたのてれび）は、1989年4月21日から同年9月15日までTBS系で金曜20:00-20:54（日本時間）に放送されたバラエティ番組である。全16回。

## 概要
ビートたけしが編成局長をつとめるテレビ局という設定で、内容はテレビ番組に模したコントが中心。最後には、「この番組はフィクションであり、実在するテレビ番組とは一切関係ありません」という、テレビドラマのような注意テロップが表示された。
オープニング曲はテレビアニメ『ビックリマン』の番組主題歌でもあった「ドリーミング・A・Go Go」が使われている。
『痛快なりゆき番組 風雲!たけし城』 の後番組として「開局」（スタート）したものの、結局5ヶ月で「閉局」（終了）。後番組は『たけしの頭の良くなるテレビ』。

## 出演者
- ビートたけし[2]
- たけし軍団
- ストロング金剛
- 亜仁丸レスリー
- 島田洋七
- 城みちる
- 渡嘉敷勝男
- 稲川淳二
- 林家ペー
- 生島ヒロシ
- 大空真弓
- 藤谷美紀
- 伊藤麻衣子
- 太平サブロー・シロー

## コーナー
- ジャッキー東

アクション映画スターに扮したそのまんま東が、たけしの監督で様々なスタントにチャレンジする。決め台詞は「当たっても、痛くないぜ！」
- KNNニュース
- 北野家の人々
- たけしサブシロの時事放談
- ダジャレタイムショック
- インパクトじゃんけん
- 剣豪列伝塚原卜伝

この他、テレビ局を模した設定だったため、「この後の番組紹介」（今夜8時からは○○を放送します）のパロディをするコーナーもあった。そこでは、仮面ライダーのパロディ等短めのコントがいくつか展開された。

## サブタイトル
| 回                                                       | 放送日 （1989年） | サブタイトル                                    | 備考                                      |
| -------------------------------------------------------- | ----------------- | ----------------------------------------------- | ----------------------------------------- |
| 1                                                        | 4月21日           | 遂に放送開始・たけしギャグの連続パンチ          |                                           |
| 2                                                        | 4月28日           | 絶好調ギャグ大満開                              |                                           |
| 3                                                        | 5月5日            | 空前絶後、エキストラ300人車30台使用の一人ネタ   |                                           |
| 4                                                        | 5月12日           | （不明）                                        | プロ野球中継「阪神×巨人」戦中止に伴い編成 |
| 5                                                        | 5月19日           | 神出鬼没 恐怖の座頭市II大暴れ                   |                                           |
| 6                                                        | 5月26日           | 全身火だるま？ジャッキー東                      |                                           |
| （6月2日は「YKKスペシャル 第18回東京音楽祭」のため休止） |                   |                                                 |                                           |
| 7                                                        | 6月9日            | アニマルの剛速球を顔面に                        |                                           |
| 8                                                        | 6月16日           | 一糸まとわぬ大熱演？コンドルは飛んで行く        |                                           |
| （6月23日は単発ドラマ『重役室午前0時』のため休止）       |                   |                                                 |                                           |
| 9                                                        | 6月30日           | 初公開 三バカ大将                               |                                           |
| 10                                                       | 7月7日            | 待望、感動巨編“フォークソング物語”              |                                           |
| 11                                                       | 7月14日           | たけしの毒舌放談“金と離婚と土地問題”            |                                           |
| （7月21日はプロ野球中継「阪神×巨人」のため休止）         |                   |                                                 |                                           |
| 12                                                       | 7月28日           | 遂にジャッキー東の髪の毛が燃えた                |                                           |
| 13                                                       | 8月4日            | 超ハイレグ美女作戦？加賀まりこもあきれた        |                                           |
| （8月11日はプロ野球中継「中日×巨人」のため休止）         |                   |                                                 |                                           |
| （8月18日プロ野球中継「西武×ロッテ」のため休止）         |                   |                                                 |                                           |
| 14                                                       | 8月25日           | 青春ドラマ決定版？“暴れん坊先生”                |                                           |
| （9月1日はプロ野球中継「西武×近鉄」のため休止）          |                   |                                                 |                                           |
| 15                                                       | 9月8日            | 話題騒然 たけし監督第2弾 映画“この男温厚につき” |                                           |
| 16                                                       | 9月15日           | 本日閉局 爆笑コントの最後っぺ                   |                                           |

（参考・『毎日新聞・縮刷版』毎日新聞社、1989年4月21日 - 同年9月15日のラジオ・テレビ欄。）

## ネット局
| 放送対象地域  | 放送局         | 系列    | 備考                 |
| ------------- | -------------- | ------- | -------------------- |
| 関東広域圏    | 東京放送       | TBS系列 | 制作局 現：TBSテレビ |
| 北海道        | 北海道放送     | TBS系列 |                      |
| 青森県        | 青森テレビ     | TBS系列 |                      |
| 岩手県        | 岩手放送       | TBS系列 | 現：IBC岩手放送      |
| 宮城県        | 東北放送       | TBS系列 |                      |
| 福島県        | テレビユー福島 | TBS系列 |                      |
| 山梨県        | テレビ山梨     | TBS系列 |                      |
| 長野県        | 信越放送       | TBS系列 |                      |
| 新潟県        | 新潟放送       | TBS系列 |                      |
| 静岡県        | 静岡放送       | TBS系列 |                      |
| 中京広域圏    | 中部日本放送   | TBS系列 | 現：CBCテレビ        |
| 石川県        | 北陸放送       | TBS系列 |                      |
| 近畿広域圏    | 毎日放送       | TBS系列 |                      |
| 岡山県 香川県 | 山陽放送       | TBS系列 | 現：RSK山陽放送      |
| 島根県 鳥取県 | 山陰放送       | TBS系列 |                      |
| 広島県        | 中国放送       | TBS系列 |                      |
| 山口県        | テレビ山口     | TBS系列 |                      |
| 高知県        | テレビ高知     | TBS系列 |                      |
| 福岡県        | RKB毎日放送    | TBS系列 |                      |
| 長崎県        | 長崎放送       | TBS系列 |                      |
| 熊本県        | 熊本放送       | TBS系列 |                      |
| 大分県        | 大分放送       | TBS系列 |                      |
| 宮崎県        | 宮崎放送       | TBS系列 |                      |
| 鹿児島県      | 南日本放送     | TBS系列 |                      |
| 沖縄県        | 琉球放送       | TBS系列 |                      |

## スタッフ
- プロデューサー：桂邦彦、三角英一
- 構成：北野テレビ文芸部
- テーマ：チキンシャック
- 振付：山下健司
- スタント：高橋レーシング
- 殺陣：菊地剣友会
- スタジオ
  - TD：村杉幸一
  - VE：大泉新介
  - カメラ：伊東修
  - 音声：中嶋典之
  - 照明：正木正登
  - 編集：阿久津廣次
- ロケーション
  - カメラ：赤澤弘造
  - VE：横島和広
  - 音声：石鍋邦広
  - 照明：白石雄二
- 美術：中嶋美津夫
- デザイン：西條実
- 音響効果：坂口俊
- 選曲：戸高良行
- キャスティングデスク：大江一志、永田博史
- 協力：オフィス北野 / エヌ・エス・ティー、アックス
- 演出：難波一弘、宇都宮荘太郎、永田守、橋本孝
- 製作著作：TBS